# Gare de Peressyp
La Odessa_Peressyp, (ukrainien : Одеса-Пересип) est une gare ferroviaire ukrainienne située à d'Odessa, dans l'oblast d'Odessa.

## Histoire
L’État prit la décision en 1863 de construire la ligne Odessa-Baltique. En 1867 la ligne fut étendue vers Peressyp pour joindre la mine de sel de Novoselsky, le quartier était promit à une extension industrielle, de nombreux terrains étant disponible.